# Église Notre-Dame de Bayon-sur-Gironde
L'église Notre-Dame est une église catholique du XIIe siècle située sur la commune de Bayon-sur-Gironde, dans le département de la Gironde, en France. Elle a été classée monument historique pour son clocher et son abside par arrêté du 12 janvier 1922; le reste est inscrit à l'inventaire supplémentaire des monuments historiques par arrêté du 10 décembre 2007.

## Localisation
L'église Notre-Dame se trouve au centre du bourg de Bayon-sur-Gironde.

## Historique
- La première église de Bayon, dédiée à saint Éloi, a été construite en bois vers le Ve siècle. Elle se trouvait entre le bourg actuel et le fleuve. Les fondations de cette église sont à 200 m de l'église actuelle et se devinent encore dans les vignes voisines. L'église a été probablement brûlée par une expédition de Normands remontant la Gironde sur leurs drakkars pour piller Bordeaux.

- Vers 1185 les habitants de Bayon décident de se doter d'une église en dur. Le plan de cette église dont la nef n'est pas voûtée est simple : un chevet en hémicycle avec une abside à sept pans extérieurs séparés par des piliers ; une nef unique, flanquée à l'ouest par un porche plus étroit surmonté d'un clocher.

- Au XVIe siècle, l'église avait titre de prieuré et dépendait de l’évêché de Comminges. Le 24 janvier 1602 elle fut réassignée par le prieur Léonard Forestié en faveur de Mathurin Poëf, religieux et prieur claustral de l'abbaye Saint-Vincent de Bourg-sur-Mer. L'évêque de Comminges avait à peine sanctionné ce désistement (le 13 avril 1602) que le cardinal de Sourdis prononça, le 18 du même mois, l'union de ce prieuré au monastère Saint-Antoine des Feuillants de Bordeaux. Cette décision fut vivement attaquée par les abbés de Bourg ; les plaidoiries ne cessèrent qu'en 1789.

- Au XVIIe siècle, un cloître est construit sur le flanc nord, avec accès direct par une porte murée après la démolition du cloître en 1655. En 1660 le chœur de l'église menace ruine : trois grandes crevasses vont du sol au toit.

- En 1792 il faut remplacer la toiture.

- Au XIXe siècle, en 1802 la charpente s'écroule. En 1846, un secours de l’État est demandé et accordé : la population de la commune à cette époque  600 habitants, 350 enfants et une dizaine de mendiants. Entre 1860 et 1874 l'église est réparée et agrandie : deux absidioles formant transept sont ajoutées au nord et au sud donnant à l’édifice son actuel plan en croix latine. Le plafond de la nef est voûté. En 1877, sous l'influence du cardinal Donnet, le clocher est remanié et rehaussé d'une flèche. Une statue de la Vierge, œuvre de Mora, un sculpteur bordelais, surmonte l'ensemble. Pour installer la statue de la Vierge sur le sommet du clocher (un poids de 30 tonnes) le surcroît de poids a imposé un renforcement de la structure. Une triple ceinture fut insérée au sommet de l'ancien clocher - métallique, tirets en renforts.

- Au XXe siècle, les bombardements du Bec d'Ambès pendant la Seconde Guerre mondiale fragilisent encore l'église. En 1950 la dégradation est à son comble, mais c'est seulement en 1980 que le financement des travaux nécessaires est obtenu. La restauration est terminée en 1988. Enfin, un siècle après la pose de la statue de la Vierge, la rouille a fait éclater la pierre et il a encore fallu engager des réparations : étaiement des ouvertures, dépose des fers, traitement, repose et remplacement des pierres abîmées. L'église a rouvert en 2010, mais la grosse cloche est condamnée à être muette et la statue de la Vierge risque de s'effondrer.

## Description de l'église
| - L'église, côté nord, en 1848 (Drouyn). |

|  |

À l'origine, l'église se composait d'une nef unique sans transepts : longueur totale 28 m et 6,75 m de largeur ; d'un chevet simple comportant une seule abside et d'un clocher carré à l'ouest. 
Les faces latérales de la nef étaient percées chacune de trois fenêtres en meurtrières.
L'abside, demi-circulaire à l'intérieur, et à l'extérieur divisée verticalement, en sept compartiments, par des groupes de trois colonnes et horizontalement, en trois étages séparés par des cordons.
On voit, sur le dessin de Léo Drouyn (1848), qu'il y avait une dépendance au sud de la nef et que le clocher roman avait un étage supplémentaire et un porche devant la façade occidentale.
Entre 1860 et 1874 la dépendance au sud est démolie et le transept actuel construit et en 1877 le dernier étage du clocher est remplacé par la flèche actuelle surmonté d'une statue en pied de la Vierge.

### Le chevet
Le chevet à sept pans montre une élévation à trois niveaux, dont deux niveaux d’arcatures aveugles et un niveau intermédiaire de baies éclairant le chœur. 
Pour les trois pans coupés du fond de l'abside les deux étages inférieurs sont sans décoration et l'étage supérieur présentant une décoration analogue à celle des compartiments voisins.
Pour les deux pans au nord et au sud :  
- A l'étage inférieur, on trouve une arcature figurée et en pénétration, encadrée d'un filet concentrique.
- Au-dessus, se trouve une fenêtre aveugle encadrée, dans la partie circulaire, d'un filet qui part de la naissance de l'axe pour s'étendre horizontalement.
- Au troisième et dernier étage, deux fenêtres aveugles, encadrées de même chacune d'un filet à distance.

Une corniche soutenue par une série de modillons non-figurés couronnant l'abside.

### Le clocher
| - Face sud. - Faces nord et ouest. |

La façade occidentale de l'église est décorée d'un clocher quadrilatère, sous lequel a été établi un porche ou narthex.
Quatre corniches horizontales marquant cinq étages.
- Le premier, offrant la porte d'entrée cintrée de chaque côté de laquelle et il distance, deux colonnes engagées.;
- sur le deuxième, surface trapézoïdale, une petite ouverture appuyée sur le cordon, et, de chaque-côté, une nouvelle colonne engagée, superposée à celle de l'étage inférieur.;
- au troisième étage deux paires de fenêtres séparées par un groupe de trois colonnes, et accompagnées de chaque côté par une colonne engagée, une autre colonne aux angles ;
- au quatrième étage deux fenêtres ayant entre elles et aux extrémités prolongement des colonnes inférieures.

Les faces latérales du clocher présentant une décoration analogue.
Malgré les modifications portées sur ce clocher au XIXe siècle, le décor sculpté roman, en particulier les modillons, est encore bien visible. 
On trouve des classiques de l'iconographie des modillons romans : animaux maléfiques tels que félins, porcs, chouettes, singes et monstres diaboliques. Souvent, sur les églises romanes on trouve des représentations de la luxure, ici il y en a une seule : une femme exhibitionniste, qui est assez abîmée. Les modillons non-figurés sont également des classiques : entrelacs ; Dolio (instrument de musique) végétaux ; billettes etc. Le style et les thèmes abordés sont typiques de la fin du XIIe siècle.

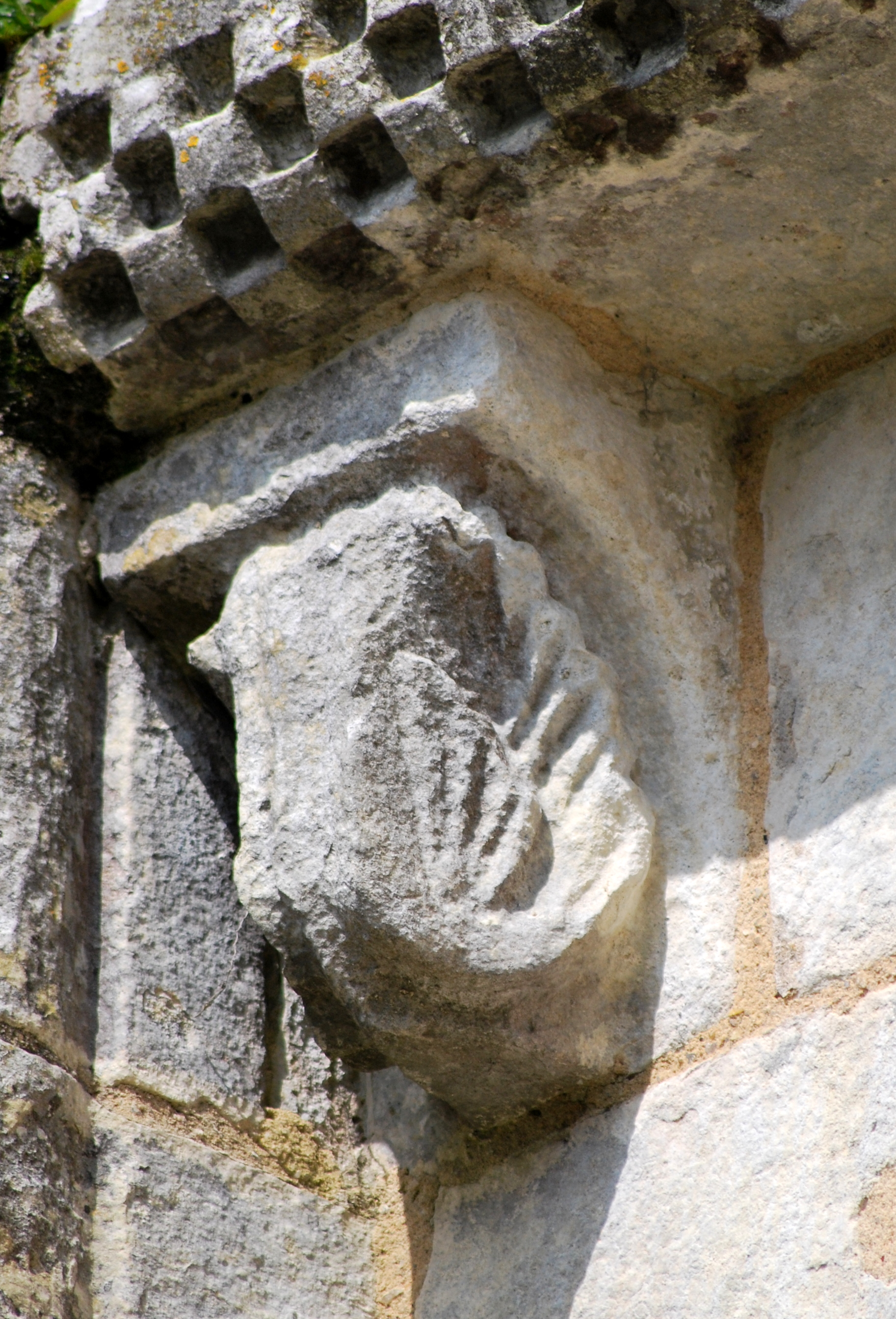
Monstre.
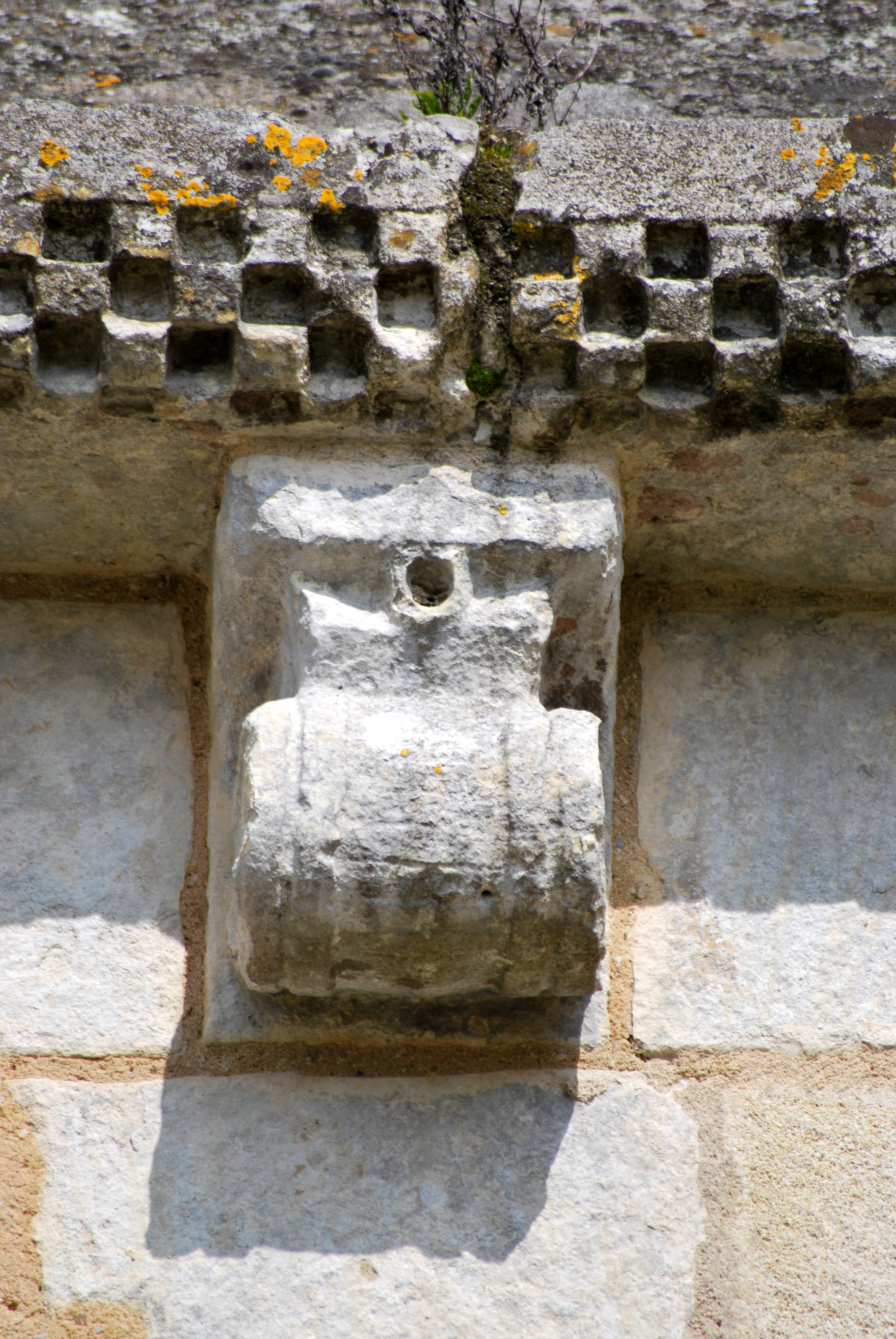
Dolio.
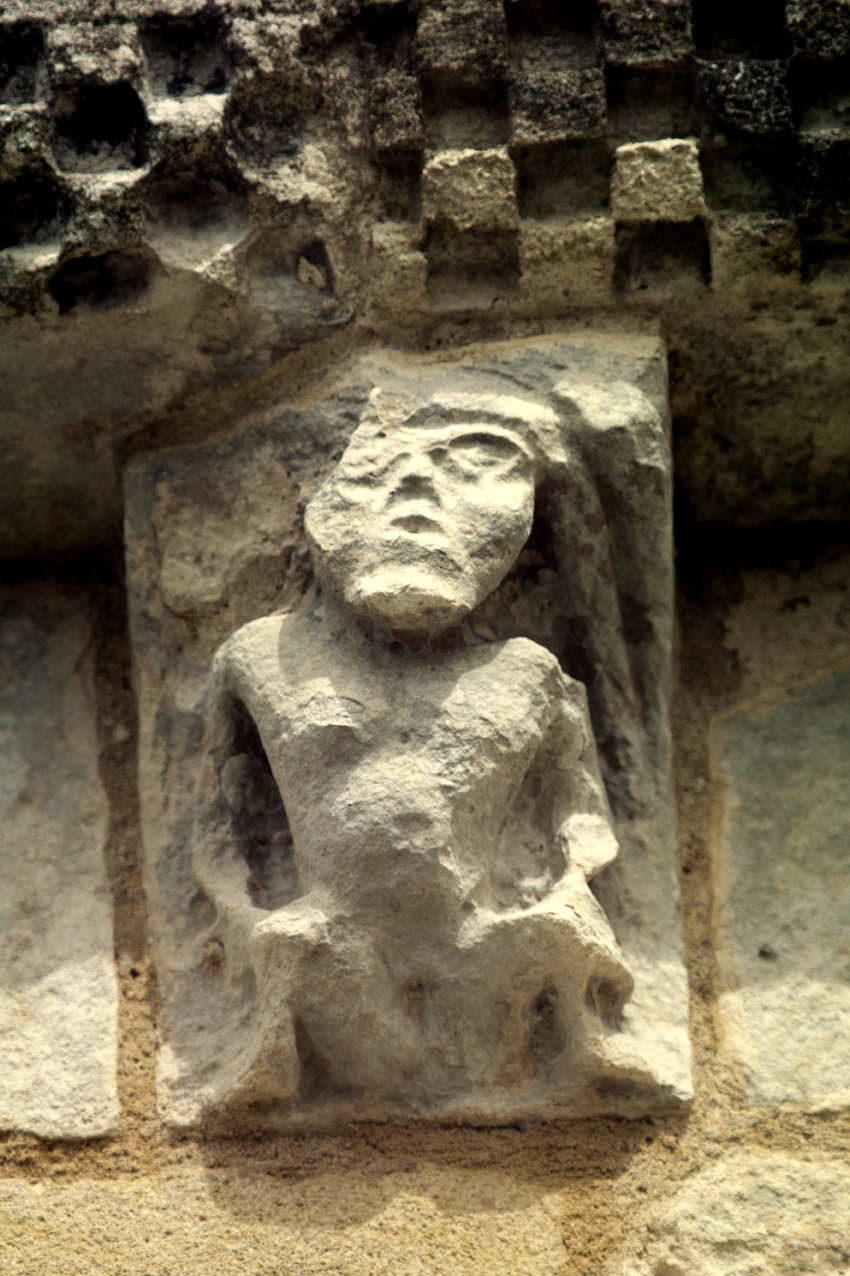
Femme exhibitionniste.
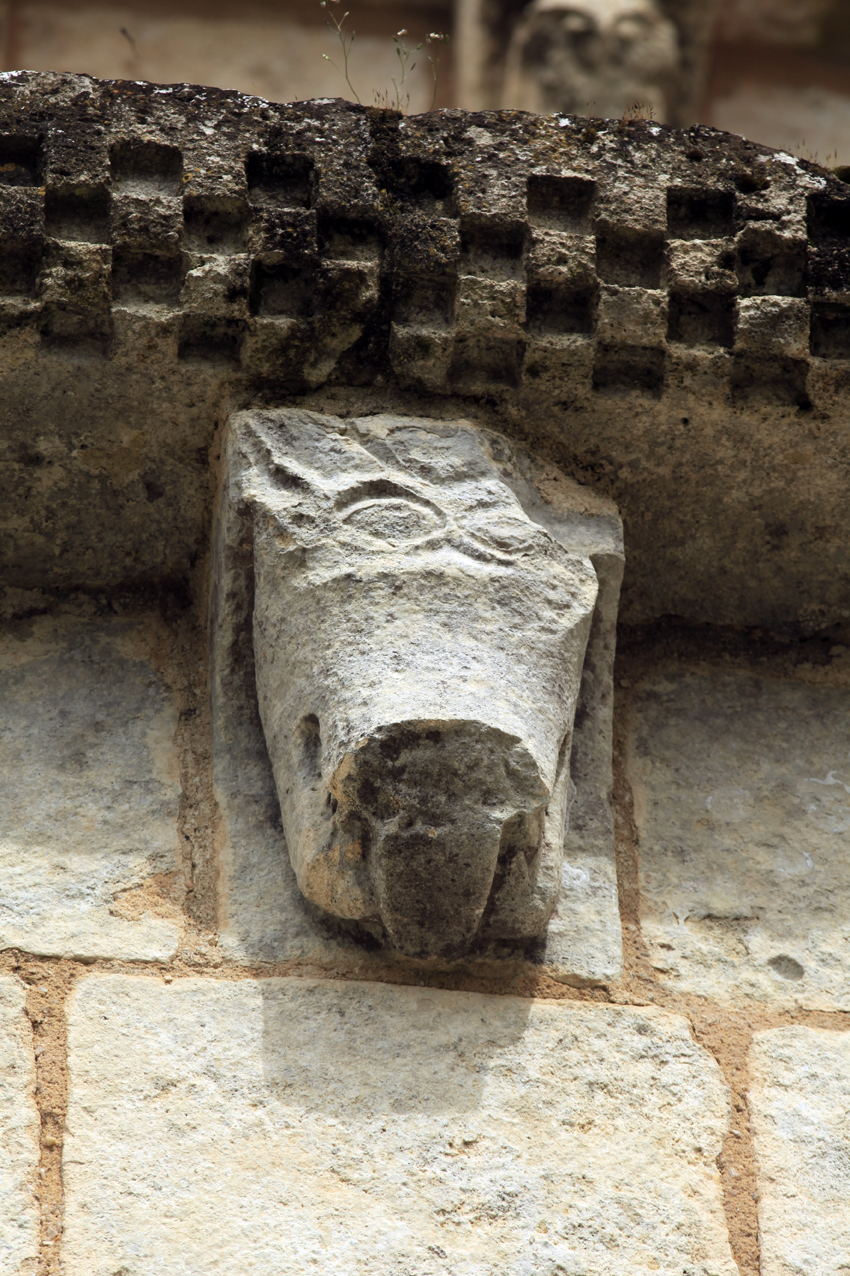
Porc.
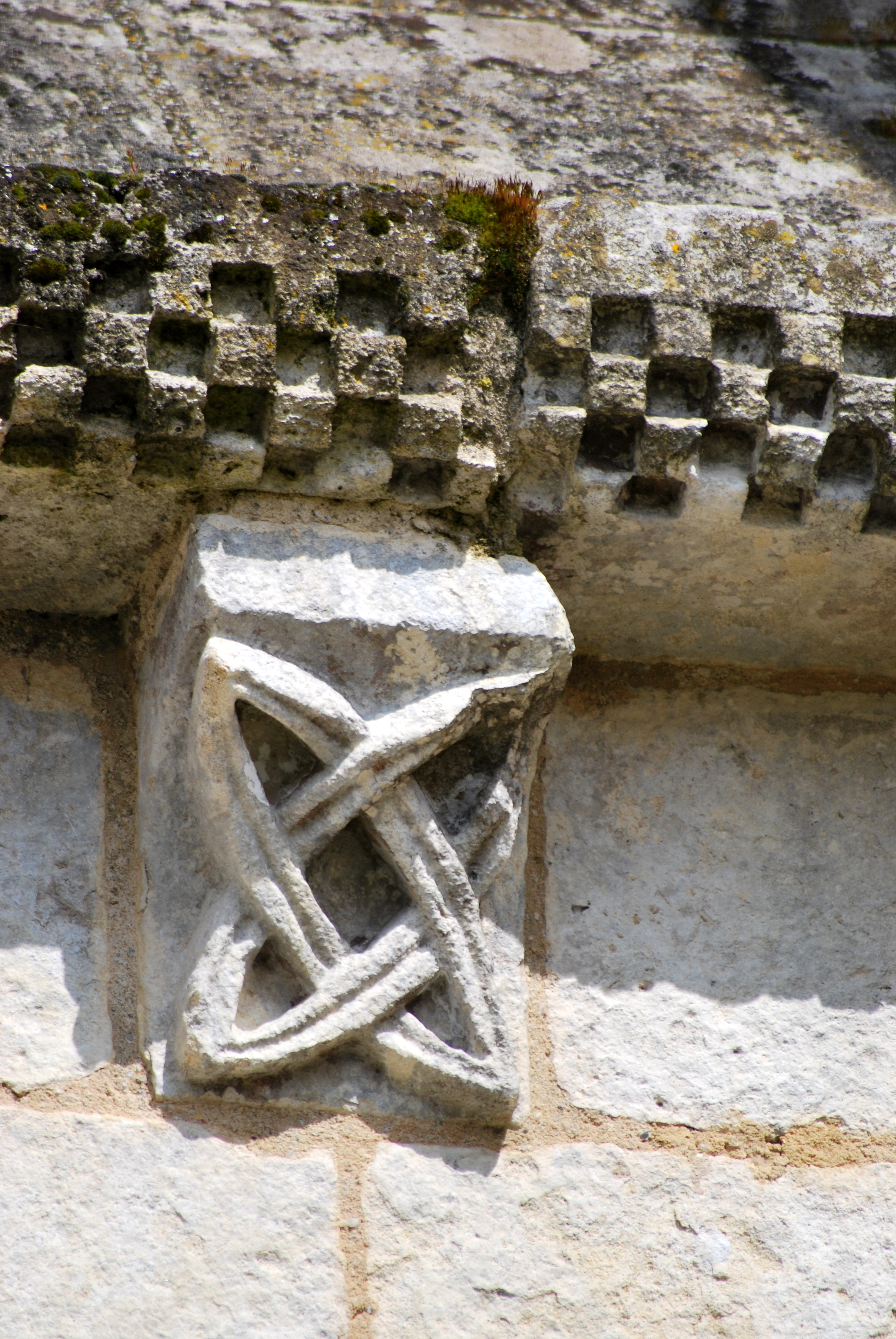
Entrelacs.
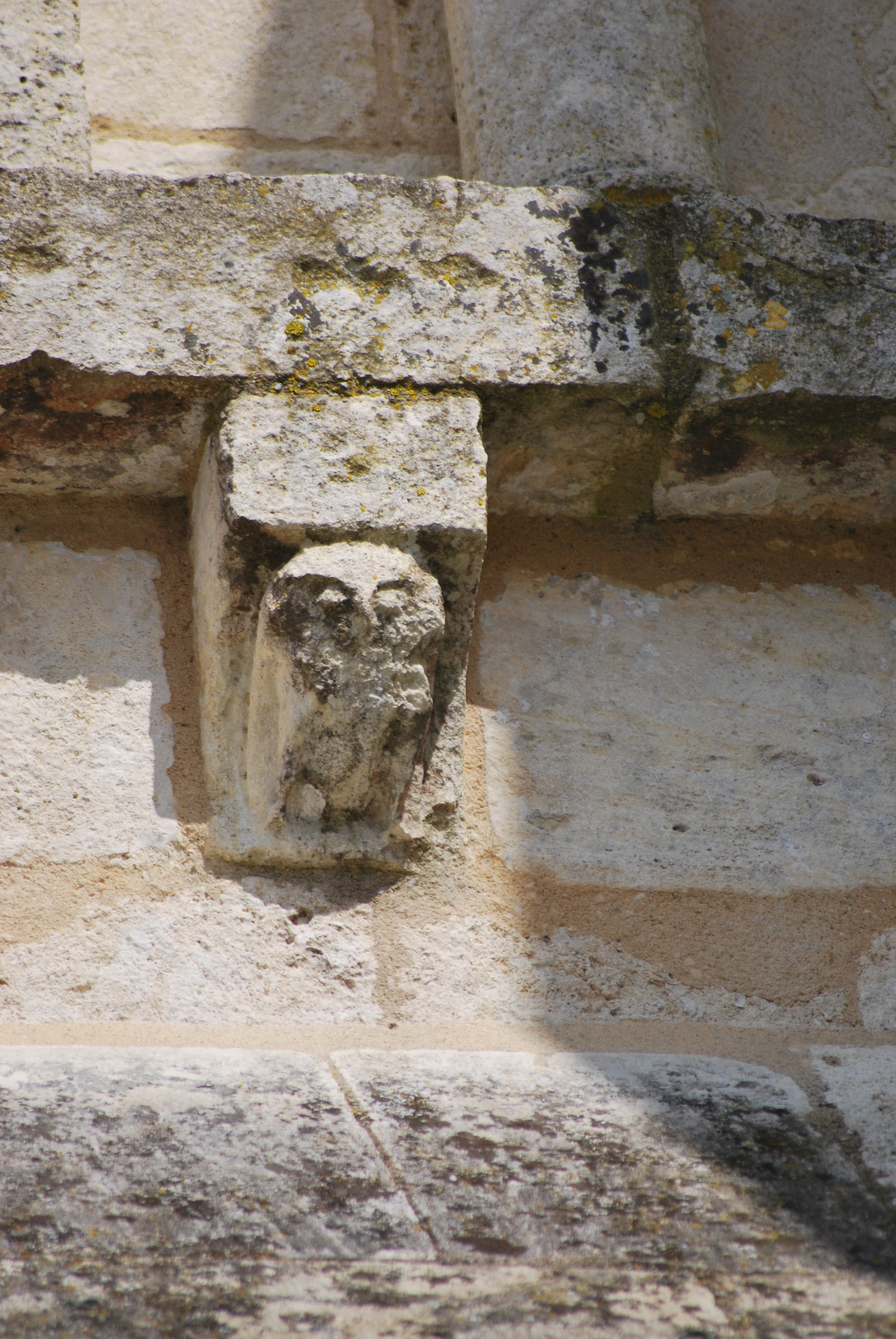
Chouette.
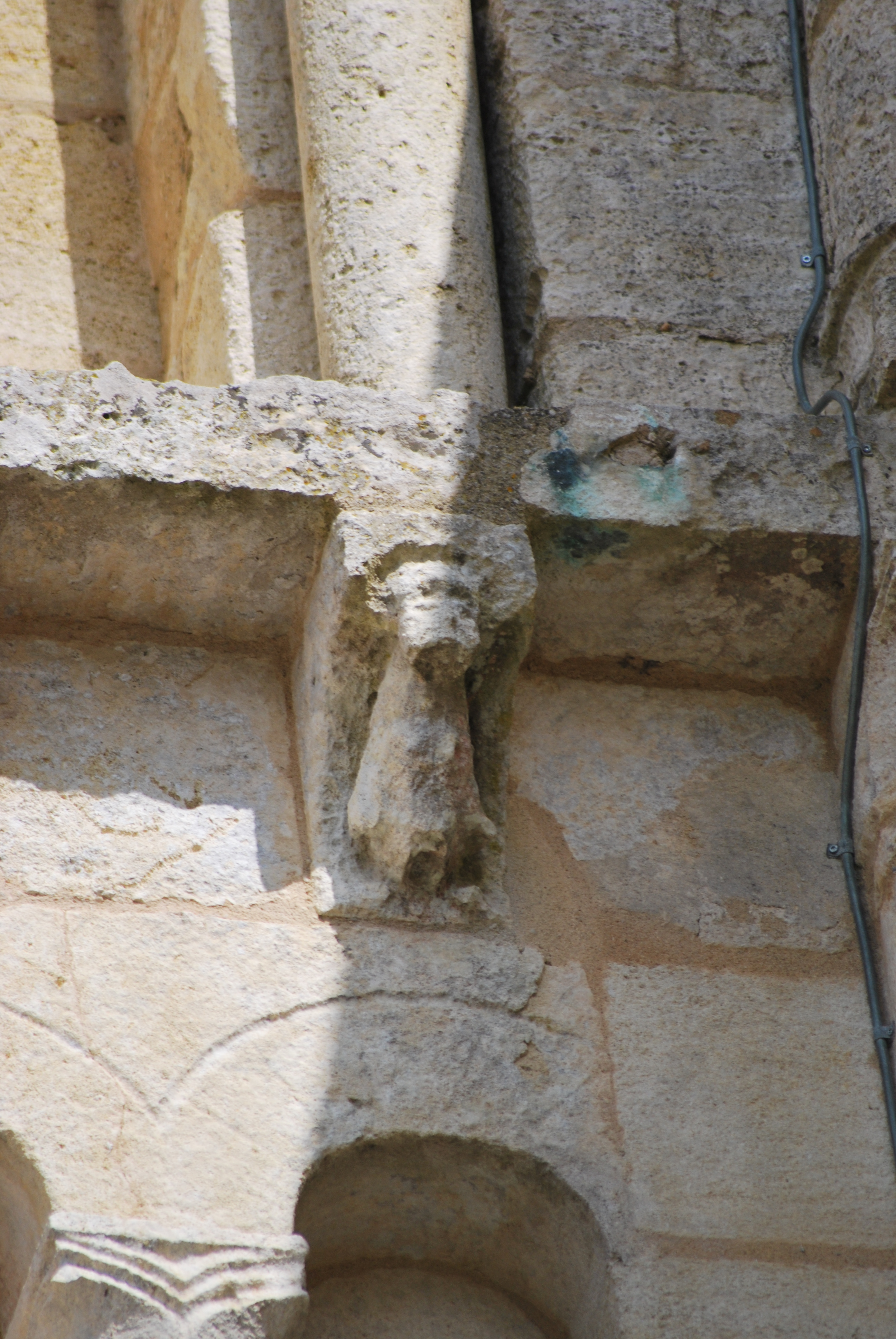
Singe.

#### Le narthex
Le rez-de-chaussée du clocher, entre le porche et la nef constitue un narthex. Les quatre colonnes sont surmontées par des chapiteaux romans sculptés.
| - Lion bi-corporé. - Décoration végétale. - Décoration végétale. - Cité céleste et décor végétal. |

Les chapiteaux, qui sont dans un excellent état de conservation, représentent :
- Un lion à deux corps ;
- Deux chapiteaux avec une décoration végétale ;
- La cité céleste.

#### Les cloches
Le clocher abrite quatre cloches :
- La grosse cloche date de 1860. Avant elle, une cloche, portant l'inscription « J.H. S MARIA JE SUIS FAITE POUR LA PAROISSE DE ST SEURIN DE COBUERAS EN BOURGEAIS EN 1584 » fut apporté après la Révolution, lorsque Saint-Seurin ne fut plus qu'une annexe de Bayon.

Elle était fêlée en 1856 quand le conseil de fabrique décide de la faire fondre et en commande une autre à M. Deyre, fondeur à Bordeaux. Cette cloche pesait 600 kg, mais ne sonnait pas bien. Elle fut refondue et alourdie pour peser finalement 1 000 kg.
- Une des deux cloches moyennes a une longue histoire. On sait que le 30 octobre 1696 on l'a refondue pour la troisième fois, puis pour une dernière fois en 1780.
- La deuxième cloche moyenne fut fondue en même temps que la grosse cloche en 1860.
- La petite cloche provient de la chapelle Saint-Augustin à l'île Cazau.

Elle fut donnée par Mme Pierlot comme il est inscrit : « JE M APPELLE AUGUSTINE EN MEMOIR DE CHARLES AUGUSTIN PIERLOT PROPRIETAIRE DE L ILE CAZAU DECEDE LE 1er novembre 1864 ANNA JOSEFA DE TASTET SA VEUVE LE 1er novembre 1868 ME PLACA SUR CE SANCTUAIRE »
Lors du rehaussement du clocher en 1877, les cloches ont été remontées dans le nouveau beffroi. Les cloches sont sur trois niveaux : la plus grosse en bas, puis les deux moyennes. La petite cloche est hors beffroi, suspendue à un rail métallique.
Jusqu'en 1980 les cloches sonnaient à la volée à chaque grande occasion. Aujourd'hui la fragilité de la structure interdit de battre à la volée et la grosse cloche est muette.

## L'intérieur de l'église
| - Chapiteau - bénitier. |

L'église Notre-Dame abrite deux objets exceptionnels : un bénitier creusé dans un chapiteau en marbre et une pierre de chancel qui date de l'époque mérovingienne.

### Chapiteau-bénitier
A l'entrée de l'église se trouve un bloc de marbre sculpté servant de bénitier ou de fonts baptismaux. 
Il s'agit d'un chapiteau de style corinthien qui a été creusé pour en faire un bénitier ou une cuve baptismale. 
Ce chapiteau est décoré de rinceaux sculptés, il repose sur une base moulurée constituée de deux tores et d’un scotie (moulure semi-ovale concave).
Découvert en 1908 aux alentours de l'église, probablement dans le cimetière ou le presbytère, la tradition locale le fait trouver dans la vase du port de Bayon, après délestage d'une gabare transportant des pierres vers Bordeaux. 
La gabare venant de Bordeaux, on pense à une origine bordelaise et, plus précisément, aux chapiteaux des Piliers de Tutelle. Ce temple roman, de 24 colonnes, à ciel ouvert, fut construit entre 131 et 211 à l'emplacement approximatif de l'angle sud-ouest du Grand Théâtre de Bordeaux. Il a été démoli en 1677 pour permettre la construction du château Trompette, lui-même rasé en 1785. 
Les pierres des Piliers de Tutelle ont été dispersées après sa démolition et ce bénitier est peut-être un des chapiteaux.

### Plaque de chancel
| - Pierre de chancel. |

L’église Notre-Dame conserve la trace de l'ancienne église Saint-Éloi avec une dalle de chancel insérée en façade de l'autel. Cette pierre a été encastrée dans le mur sud de l'église actuelle lors de sa construction au XIIe siècle. Pendant des travaux de  restauration 1980-1990, elle a été insérée dans le pied de l'autel.
Le chancel marquait la séparation entre le sanctuaire ou se trouve l'autel, réservé au prêtre et la nef accessible à tous. Il est généralement composé de dalles en pierre richement ornées, peu hautes (d'environ 1 m), qui forment un muret percé de portes.
La pierre de l'église Saint-Éloi date de l'époque mérovingienne (vers le VIe siècle), est gravée de motifs très anciens. Sa composition s'ordonne autour de 
- Deux cercles et d'un carré inséré dans un cadre à large moulure et reliés par des branches d'une sorte de croix de Saint-André.
- Une marguerite à onze pétales occupe l'axe de l'ensemble.
- Quatre acanthes en écoinçons confirment l'influence orientale .

Une question se pose : l'insertion de la pierre dans le mur de l'église au XIIe siècle était-elle simplement un rappel de l'ancienne église Saint-Éloi ou avait-elle un sens plus symbolique ? 
Quand on regarde la pierre de chancel de près, le cordon formé par l'entrelacs fait un labyrinthe qui mène à la fleur au centre. De tels labyrinthes, qui représentaient un cheminement spirituel vers les cieux symbolisés par une fleur au centre, étaient relativement fréquents dans les grandes églises (labyrinthe de Chartres, labyrinthe de la cathédrale d'Amiens et labyrinthe de la cathédrale de Reims) construites au XIIe siècle.

### La nef
À la suite de restaurations successives, la nef de Notre-Dame ne conserve aucune trace de sa décoration romane originelle.
| - Nef, vers l'est. - Nef, vers l'ouest. - Transept nord. - Transept sud. |

#### Les vitraux
Au cœur de l'abside, une représentation de la Vierge Marie rappelle la dédicace et le nom de "Notre Dame de Bayon". Elle est entourée de saint Jean l'évangéliste à sa droite et de saint Joseph à sa gauche. Quatre vitraux aux motifs géométriques complètent le chœur. 
| - Saint Jean. - La Vierge. - Saint Joseph. |

| - Saint Louis. - Saint Vincent. - Vitrail. |

Le transept est éclairé au nord par saint Louis, roi de France, surveillant une éventuelle pénétration des Anglais, et au sud par saint Vincent protégeant les vignes. La nef est percée de quatre grands vitraux aux motifs géométriques.